# SN 1987O
SN 1987O – supernowa typu Ia odkryta 20 grudnia 1987 roku w galaktyce M+02-20-09. W momencie odkrycia miała maksymalną jasność 17,00m.